# Coppa della Lettonia (calcio a 5)
La Coppa della Lettonia di calcio a 5 (in lettone Latvijas kauss telpu futbolā) è una competizione calcettistica riservata a squadre maschili affiliate alla Federazione calcistica della Lettonia, ente organizzatore della manifestazione. È il secondo torneo di calcio a 5 per importanza in Lettonia dopo la massima divisione del campionato nazionale.

## Storia
Istituita nella stagione 1999-2000, la Coppa della Lettonia è stata disputata irregolarmente fino al 2012 quando ha assunto cadenza annuale. La formula a eliminazione diretta rende il torneo più incerto e combattuto rispetto alla Virslīga, tanto che solamente l'Olimp Riga è riuscita finora a vincere due edizioni consecutive (2002 e 2003).

## Albo d'oro
- 1999-2000:  Teika (1)
- 2000-2001:  Policijas (1)
- 2001-2002:  Olimp Riga (1)
- 2002-2003:  Olimp Riga (2)
- 2003-2009: non disputata
- 2009-2010:  TSI-EkoPolise
- 2010-2012: non disputata
- 2012-2013:  Nikars (1)
- 2013-2014:  Raba (1)
- 2014-2015:  Nikars (2)

- 2015-2016:  Nikars (3)
- 2016-2017:  Raba (2)
- 2017-2018:  Nikars (4)
- 2018-2019:  LDZ Cargo/DFA (1)
- 2019-2020:  Raba (3)
- 2020-2021: non disputata[1]
- 2021-2022:  Raba (4)
- 2022-2023:  RFS Riga (5)
- 2023-2024:  Riga FC (1)
- 2024-2025:  RFS Riga (6)